# 733 v. Chr.
Portal Geschichte | Portal Biografien | Aktuelle Ereignisse | Jahreskalender | Tagesartikel

◄ |
9. Jahrhundert v. Chr. |
8. Jahrhundert v. Chr. |
7. Jahrhundert v. Chr. |
►

◄ | 750er v. Chr. | 740er v. Chr. | 730er v. Chr. | 720er v. Chr. |
710er v. Chr. |
►

◄◄ | ◄ | 736 v. Chr. | 735 v. Chr. | 734 v. Chr. | 733 v. Chr. |
732 v. Chr. |
731 v. Chr. |
730 v. Chr. |
► |
►►

## Ereignisse

### Politik
- 14. Regierungsjahr des babylonischen Königs Nabû-naṣir (734 bis 733 v. Chr.): Nabu-nasir stirbt im Januar oder Februar an den Folgen einer Krankheit. Er ist letztmals in einer Urkunde vom 29. Dezember[1] (17. Tebetu) des Jahres 734 v. Chr. belegt.
- Akzessionsjahr (bis zum 1. Nisannu) seines Sohnes und Nachfolgers Nabû-nādin-zēri.
- Syrisch-Ephraimitischer Krieg

### Wissenschaft und Technik
- 1. Regierungsjahr des babylonischen Königs Nabu-nadin-zeri (733–732 v. Chr.):
  - Im babylonischen Kalender fällt das babylonische Neujahr des 1. Nisannu auf den 11.–12. März[1]; der Vollmond im Nisannu auf den 23.–24. März[1] und der 1. Tašritu auf den 3.–4. Oktober[1].[2]
  - Ausrufung des Schaltmonats Ululu II, der am 3. September[1] beginnt.